# Салла (епископ Уржеля)
Салла (кат. Sal·la; умер 29 сентября 1010) — епископ Уржеля (981—1010), один из наиболее выдающихся церковных деятелей Каталонии второй половины X—начала XI веков.

## Биография

### Первые годы понтификата
Салла происходил из семьи виконтов Конфлана. При жизни Саллы этот титул последовательно носили его отец (виконт Исарн), брат (Бернат) и племянник (Арнау). Впервые Салла упоминается в исторических источниках 6 ноября 960 года, когда он в сане архидиакона Уржельской епархии участвовал в освящении монастыря Сан-Педро-де-Скалас. 3 декабря 972 года Салла участвовал в освящении монастыря Сан-Бенет-де-Бажес, который основали его дядя, также Салла, и его супруга.
Точная дата интронизация Саллы не известна. Последнее упоминание о его предшественнике, епископе Гисаде II, относится к 978 году. В документе от 2 ноября 980 год] Салла ещё назван архидиаконом, но в хартии, датированной 2 марта 981 года, он уже наделён саном епископа Уржельского.
Первые годы управления Саллы епархией характеризуются его тесным сотрудничеством с графом Сердани и Бесалу Олибой Кабретой и графом Барселоны Боррелем II. В это время епископ участвовал в освящении нескольких храмов, построенных этими правителями, в том числе церквей Сан-Льоренс-де-Бага (21 ноября 983 года), Сан-Мигель-де-Бага (984 год) и Сан-Кристофол-де-Вольфогона (985 год). 3 июля 988 года Салла в обмен на несколько укреплений в приграничных землях Барселонского графства, доставшихся ему от отца, получил от Борреля II сеньоральную власть над городом Андорра-ла-Велья и его окрестностями. Это событие положило начало светской власти епископов Уржеля над территорией современной Андорры, символически продолжающейся и до нашего времени.

### Конфликт с графиней Эрменгардой

Каталонские графства в IX—XII века

К 991 году относится конфликт епископа Саллы с графской семьёй Сердани и Бесалу. После отречения в 988 году от престола графа Олибы Кабреты регентом при его несовершеннолетних сыновьях стала их мать Эрменгарда. При покровительстве Эрменгарды в Сердани и Берге приближёнными к ней лицами были захвачены несколько церквей, принадлежавших Уржельской епархии, и прекратилась выплата церковной десятины в епископскую казну. В ответ на эти действия Салла собрал в Сео-де-Уржеле поместный собор, на котором присутствовали большое число уржельских прелатов, а также епископ Барселоны Вивес и епископ Роды Аймерик. Собор постановил отлучить от Церкви ближайших советников Эрменгарды, Радульфо и Арнау, а также запретить проведение служб во всех церквях Сердани и Берги до тех пор, пока всё захваченное имущество Уржельской епархии не будет возвращено. О том, как разрешился конфликт, из-за недостатка документов ничего не известно, однако историки отмечают факт, что до самой своей смерти епископ Салла только один раз принял участие в церемонии, в которой участвовал кто-либо из графов Сердани или Бесалу.

### Отношения с графами Барселоны и Уржеля
В сентябре 992 или 993 года Салла сопровождал Борреля II в поездке по графству Уржель, во время которого граф Барселоны заболел и неожиданно скончался. Епископ Уржеля был одним из немногих лиц, поставивших свою подпись под завещанием графа, в котором тот назначил Саллу одним из своих душеприказчиков. После смерти Борреля II графом Уржеля стал его сын Эрменгол I, которого епископ Уржеля в 1001 году сопровождал в поездке в Рим. Здесь Салла получил от папы римского Сильвестра II буллу, подтверждающую право епархии Уржель на Сердань и Бергу, а также право на иммунитет церковных владений от власти графов Уржеля.
После поездки в Рим граф Эрменгол I, желая усилить своё влияние на Уржельскую епархию, стал добиваться от епископа Саллы, чтобы тот признал своим будущим преемником на кафедре его ставленника Эрменгола, племянника Саллы. В результате в 1003 году между графом и епископом было заключено письменное соглашение (convinientia), по которому Салла признавал Эрменгола своим наследником в обмен на получение епархией от графа 100 золотых монет (или товаров стоимостью 200 золотых монет), признание графом иммунитета Уржельского епископства и принесение графом Эрменголом I епископу вассальной клятвы за те владения, которые граф держал от имени епархии.

### Последние годы
Епископ Салла, несмотря преклонный возраст и болезни, до самой своей смерти продолжал активно участвовать в церковной жизни Каталонии. В 1002 году он принял участие в большом поместном соборе Нарбонского диоцеза в Вике, а в марте 1009 года — в соборе в Барселоне, на котором было одобрено решение о походе против мавров Кордовского халифата. В этом же году в завещании графа Эрменгола I Уржельского Салла назван одним из его душеприказчиков. В 1010 году епископ Уржеля из-за своей старости не смог принять участие в большом походе, завершившимся взятием Кордовы войском каталонцев и их мусульманских союзников.
Последнее достоверно датированное событие, связанное с Саллой — интронизация нового епископа Вика Борреля, состоявшаяся 1 августа 1010 года, которую глава Уржельской епархии возглавлял на правах старейшего на тот момент иерарха Каталонии. В поминальной книге из Сольсоны смерть епископа Саллы датирована 29 сентября. Он умер в местечке Гелида (около Пенедеса). Новым епископом Уржеля, согласно договору 1003 года, стал племянник Саллы, Эрменгол.

### Итоги понтификата
За время управления Уржельским епископством Салла значительно укрепил свою епархию. Он был первым из иерархов Каталонии, действовавшим не только как глава церковной епархии, но и как сеньор, вступавший в феодальные отношения со светскими правителями: известно о вассальных клятвах, которые принесли Салле виконт Уржеля Гильем (в 996 году), граф Уржеля Эрменгол I и несколько более мелких держателей аллодов из района Андорры. Салла стал одним из первых владетелей Каталонии (как светских, так и церковных), который ввёл в практику получение с держателей наделов, принадлежавших Уржельской епархии, ежегодных выплат за пользование землёй (прекарий). От епископа Саллы сохранились первые в церковной практике Каталонии документы, составленные под личную диктовку этого иерарха, в то время как ранее в практике всех каталонских епархий применялось лишь составление хартий на основе сборников образцов документов (формул).